# ヨーロッパヘダイ

分布域

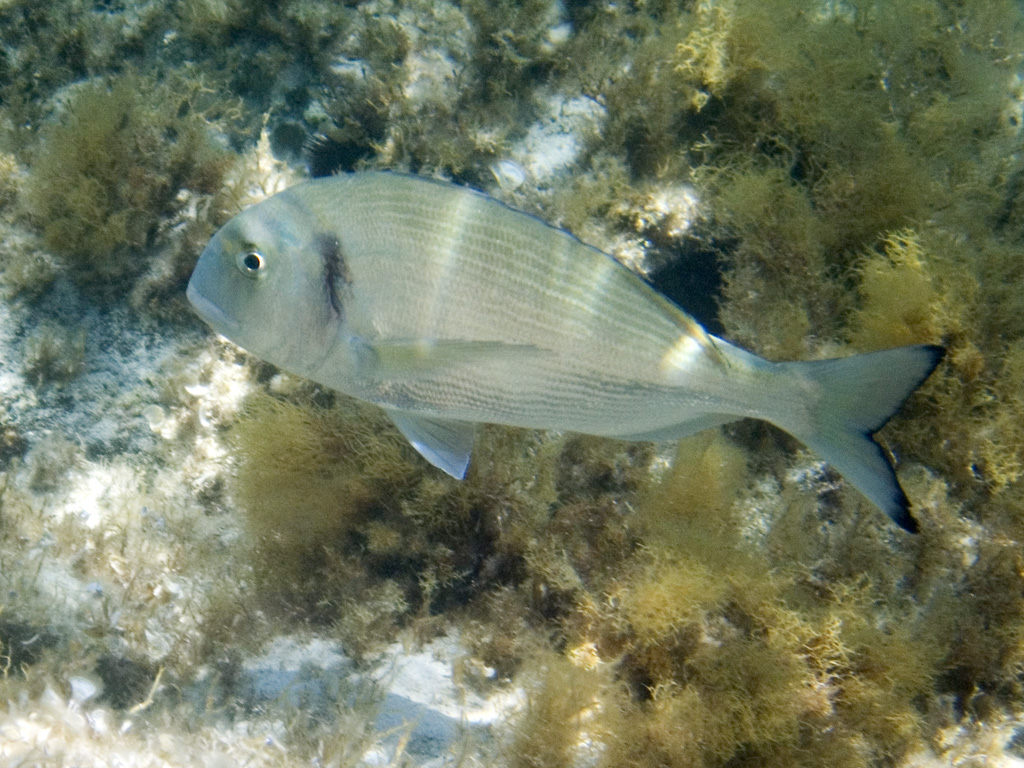
イタリア サルデーニャ島の北西海岸のスティンティーノのヨーロッパヘダイ

ヨーロッパヘダイ （英: Gilt-head bream、Sparus aurata）は、地中海および北大西洋東岸に生息するスズキ目スズキ亜目タイ科の魚類。青みがかった銀色の体で前頭部に金色の帯があるのが特徴。ポピュラーな食用魚で、商業流通している。

## 特徴
成魚の体長は50から60cm程度。一般的には水深30mでよくみられるが、成魚は150mの深さにもいる。個体または小さな集団で行動する。食欲旺盛で餌は主に甲殻類やムール貝やカキなどの貝類。強力な歯で殻を噛み砕いて食べる。産卵時期は10月から12月。

## 食用魚として
天然産の他にヨーロッパ各国で養殖されている。非常に一般的な食用魚であり、生、蒸し焼き、フライパンやオーブンで焼くなど様々に調理される。